# غار دنیسووا
غار دنیسوا (روسی: Денисова пещера) یک غار در رشته‌کوه آلتای در سیبری در روسیه است.
به‌طور گسترده‌ای به دلیل ارائه ابزارهای باستان‌شناسی مهم و دیرین‌شناسی شناخته شده است.